# Rio Bonito do Iguaçu
Rio Bonito do Iguaçu – miasto i gmina w Brazylii, w stanie Parana. Znajduje się w mezoregionie Centro-Sul Paranaense i mikroregionie Guarapuava.